# デバイスレイン
『デバイスレイン』（DEVICE REIGN）は、スターライトマリー開発、メディアワークス販売のシミュレーションRPG。1999年2月25日にセガサターン及びプレイステーション用ゲームソフトとして発売。
シナリオ担当はスタジオオルフェ（千葉智宏 、大草崇、白根秀樹）。キャラクターデザインはmooが担当。

## ストーリー
私立藍仙高等学校に通う雲野十夜は親友である柊誠志郎やカスミ・アインハルトとともに日常を過ごしていた。ある日、カスミの家に科学者だったカスミの父・ヘルマンの助手だった空木理子が訪ねてきた。カスミの持つ力を利用しようとするダイスからカスミを保護するためにやってきた空木だが直後に敵に襲撃され、一緒にいた十夜と誠志郎は空木からオーギュメントを受け取り、戦うことになる。

## システム
ストーリーパートと戦闘パートとで交互に進行される。
ストーリーパート
一般的なアドベンチャーゲームとあまり変わりなく、マップ内を移動したり、選択肢を選びたりしながら内容を進行させていく。選択肢によってシナリオの内容が変化する。
戦闘パート
キャラクターごと割り当てられている「オーギュメント」と呼ばれる武器に「オーパス」を組み合せて様々な効果を発揮し、敵を倒していく。敵を全滅させると勝利となり、先に進むことができる。
ゲームオーバー
戦闘パートで味方が全滅すると敗北となり、ゲームオーバーになる。ゲームオーバーになるとリトライするかの選択が入る、「YES」を選択すると敗北した戦闘をやり直すことができ、「NO」を選択するとタイトルに戻る。

## 登場人物

### 主要人物
雲野 十夜（くもの とうや）
声 - 緑川光（ドラマCD）
使用オーギュメント：セイクリッド・デス
本作の主人公。17歳。私立藍仙高校2年。両親が外国に出張している為、品川のマンションに一人暮らしをしている。物事にあまり関心を示さず、感情的になることが少ない為、一見してクールで冷めた印象を与えてしまいがちだが、実は友達思いで、親身に接する。また、割と繊細な神経の持ち主で、落ち込みやすいという一面もある。髪を金髪に染め、ピアスをしていたり結構オシャレである。趣味はウインドウショッピングで、お金がない時でも街を歩き回っている。また、衝動買いの癖があるため、部屋の中は品物の山となっている。誠志郎とカスミとの下校途中に空木と出会い、オーギュメントに関する事件に巻き込まれていく。
柊 誠志郎（ひいらぎ せいしろう）
声 - 関智一
使用オーギュメント：バルバロス
17歳。私立藍仙高校2年。十夜の親友で同じクラスメイト。口が達者なので軽い人間に思われがちだが、人情深く、人の気持ちや場の空気を読むのが上手い。しかし、感情的になる事がしばしば。また、雑学の心得があり、事件や歴史等に詳しい一面もある。体型はやせ形だが大食いで、バーガーセットを5つも頼む場面がある。「猫かぶり」な姉と妹がいる。事件に巻き込まれ、十夜と共に戦うことになる。
カスミ・アインハルト（Kasumi Einhart）
声 - 川澄綾子
17歳。私立藍仙高校2年。大人しい性格で、転校してからは同じクラスメイトの十夜達と行動するようになる。科学者であるドイツ人の父と、湾岸戦争で死去した日本人の母から生まれたハーフで、両親を失ってからはファッションデザイナーの叔母の家で暮らしている（ゲーム本編では叔母は不在）。生まれつき不思議な力を持っており、それがアインハルト博士が「イデア理論」を確立する上で重要なヒントになったらしい。だがその力のせいで、オーギュメントを作り出す手がかりとしてダイスの園宗寺たちに狙われることになり、ゲーム中盤ではダイズに誘拐されてしまう。
空木 理子（うつぎ りこ）
声 - 天野由梨
使用オーギュメント：ヘヴンズ・キー
23歳。19歳でマサチューセッツ工科大学を卒業した才女。ダイスの研究所でアインハルト博士の助手を務めていたことがあり、オーギュメントの開発に携わっていたが上層部の考えに反発した博士が殺されたため、オーギュメントや研究所の資料を抹消して逃亡した。カスミがダイスに狙われている事を知り、保護をする為にカスミの家に向かった先で十夜達と遭遇し、彼らにオーギュメントを渡すことになる。人当たりが良く豊富な知識で十夜達を導いていくが、生真面目な性格のため、十夜達と意見が衝突することも多く、さらに自分からはなかなか折れない。ハッキングに関してはハッカーも顔負けの技能を持っている。
名城 瞳（なしろ ひとみ）
声 - 川上とも子
使用オーギュメント：ジーザス・シュラウド
17歳。私立藍仙高校2年で十夜のクラスメイト。とにかく元気で明るい印象で、思った事はすぐ口に出す正直な性格だが、恋愛関連は別。十夜の事が気になるようだが、カスミの誘拐事件の事が切っ掛けに十夜から避けられるようになり、落ち込んでしまう。精神的に不安定な所を付け込まれ、J.B.にマインドコントロールされ、彼の手によりオーギュメントの登録者にされる。操られるがままに十夜たちを攻撃を仕掛けてきたが、十夜たちによって洗脳が解け、後に仲間に加わることになる。

### オーギュメント使い
霧生 忍（きりゅう しのぶ）
声 - 石田彰
使用オーギュメント：パペット・クロウ
16歳。ダイス日本支部で毎日戦闘訓練を重ねていた孤児。当時、戦闘員として心が失われかけてた所、園宗寺に出会い運命が変わる。それからはダイス日本支部幹部である園宗寺直属の部下となる。園宗寺は崇拝しているが、ダイスへの忠誠は低い。プライドが高く、常に闘う時はフェアな戦いを要求する。本来は「セイクリッド・デス」の登録者になるはずだったのだが、アインハルト事件により持ち出されたために「パペット・クロウ」を使う事になる。「セイクリッド・デス」に対する執着から十夜に対しては特別に強い敵意を持っている。ちなみにストーリーの途中で夕凪の歌を鼻歌で歌う場面がある。
ビショップ（Bishop）
声 - 梁田清之
使用オーギュメント：テン・コマンドメンツ
30歳。本名は不明。教会を持って布教をしている牧師（ただし、宗派はカトリック）で、周りからはビショップと呼ばれている。性格は温厚で慈悲深いが、少年時代は施設暮らしだったためか、性格も荒れていたが、命と引換に自分を助けてくれた友人が牧師だったことから、自身も牧師となったらしい。ジョーカーとは腐れ縁で深い信頼関係にある。ダイスから逃げてきた研究員に関わったことでオーギュメントの所持者となり、事件に巻き込まれる。
ジョーカー（Joker）
声 - 岩田光央
使用オーギュメント：ルーイナス・シールド
27歳。ビショップと同様に本名は不明。クラブ・レムリアに通い、ダンスを披露し人気を博す。格好や言動で判断するとオカマだが、本人はファッションと主張。現実的・打算的で軽い性格の持ち主で、少々いい加減な所があるが、仲間と認めた人間を裏切ることは決してない。ビショップと仲が良いのが不思議だが、基本的に自分と正反対の性格をした人間と仲良くなる。 ビショップの教会でダイス研究員が逃亡して来た所、荷物を勝手に開けて誤ってオーギュメントに登録されてしまったため、嫌々ながらも事件に巻き込まれる羽目になった。
壬生 洋平（みぶ ようへい）
声 - 立木文彦
使用オーギュメント：インディペンデンス
32歳。ダイスに雇われた傭兵。口数は少ないが義理堅く、非常に優しい性格。受けた恩は必ず返すという考えを持つ。一人娘である由佳里が謎の病気で一年以上昏睡状態な為、治療と生命維持のためにダイスに雇われ、序盤は十夜たちと敵対していたが、娘をカスミに救われて以降はダイスを離れて外地会で働く事になり、十夜達に協力する。
ウツロ
声 - 中尾隆聖
使用オーギュメント：ロッティン・バウンド
年齢不詳。殺し屋で、ダイスの御子柴の部下。全身包帯ぐるぐる巻きで黒の装束を着る。無痛症でサディスト。殺人快楽者なため、任務をそっちのけで相手を殺してしまう場合がある。そのため、組織内でも問題視されている。使用するオーギュメントが拘束具のため、使う分にはその必要はないのだが、実際に腕に突き刺して使用している。
佐伯 柚流（さえき ゆずる）
声 - 冬馬由美
使用オーギュメント：ラ・ピュセル
23歳。金色の義眼を右目に持ち、「エンジェル・アイ」が通り名の女性。イデア理論に注目したジャーナリストの恋人を口封じの為にJ.B.とウツロに殺され、自身もウツロによって右目を失う。復讐を誓い、戦闘技術を身に付ける為、海外へ出向く。その途中、ニューヨークにいた空木の元同僚からオーギュメントを授かる。個人主義者で、復讐を第一とするため他のことには興味を持たず、自分の目的に関係のないことには手を出さない。
園宗寺 要（えんそうじ かなめ）
声 - 沢海陽子
使用オーギュメント：ジ・オーディナンス
26歳。ダイス日本支部の幹部の一人。戦争を無くすという理想を持つ。霧生からの信頼は厚い。組織をのし上がっていく上で、女性では甘く見られるという都合上、男装をしている。J.B.にアインハルト博士を紹介され、イデア理論応用兵器での現代兵器群無力化、ひいては軍縮という道を見出して、オーギュメント開発プロジェクトを極秘で進める。しかし、ある程度開発が進むと、J.B.の手によって御子柴に情報が入り、研究プロジェクトを横取りされる。その後、御子柴を出し抜くためにカスミを狙っていく。
J.B.（ジェイ・ビー）
声 - 三木眞一郎
使用オーギュメント：クイーン・デッド
26歳。本名、素性、出身地が謎につつまれる男。「J.B.」は「Jack of Betrayer」（裏切り者）の略で、自らが何者なのか、そのヒントの意味を込めてそう名乗っていた。頭脳明晰、冷静沈着で相手を感情を逆なでしたり、操ったりする力に長けている。また、並外れた運動神経と学者顔負けの知識を併せ持っている。特に心理学、話法、ハッキング等の技術はズバ抜けている。戦場で生まれ育ったゆえに、その在り方を問う事もなく急速に発展した文明を「虚ろなまやかしでしかない」とし、文明の象徴たる都市を破壊することで自らの原風景を再現しようと企てていた。
それでいて、自身が関わった陰謀には自分の痕跡を残す傾向があり、これを十夜は「自分を否定し、止めてくれる人間を求めていたのではないか」と推測した。
アインハルト博士のイデア理論と死の商人たるダイスとを引き合わせ、開発された兵器を利用する計画を練った。

### その他の関係者
備前 淳也（びぜん じゅんや）
声 - 関俊彦
26歳。私立藍仙高校校医。誰に対しても自然体で接するので生徒から人気を博しているが、逆にそのせいで教員からは異端視されている。大らかな性格のため、よく生徒から相談を持ちかけられる。
その正体は物語の黒幕であるJ.B.（Junya Bizenという偽名で正体を示していた）。カスミ拉致のために経歴を偽造して潜入していた。
夕凪 汐音（ゆうなぎ しおね）
声 - 坂本真綾
17歳。私立藍仙高校2年で十夜のクラスメイト。将来はミュージシャンのプロデビューを熱望しており、バンドを組んで地道に活動している。担当はボーカルであり、作詞家でもある。学校になかなか来ないのはバンド活動が忙しいため。
真端 実（しんは みのる）
声 - 石井康嗣
表向きは歌舞伎町事務所の私立探偵とされているが、実は裏で新宿を動かす外地会のリーダー。新宿にいたディゾナントを切っ掛けに十夜達と知り合い、以後、情報交換等の共同活動をすることになる。非常に協力的で好意的な意志を示す。作中、通常空間でディゾナントを破壊する（ディゾナントのコアを銃で打ち抜く）等の芸当を見せてくれる。
壬生 由佳里（みぶ ゆかり）
声 - 西原久美子
壬生の一人娘。原因不明の病気にかかって眠り続けていたが、カスミの力によって意識を取り戻す。
御子柴 昭仁（みこしば あきひと）
声 - 島香裕
ダイス日本支部の支部長。園宗寺の上司でもある。J.B.に煽られ、ダイス国際本部の委員に昇格しようと目論み、園宗寺のプロジェクトを簒奪する。以後、自分の管理下で研究を続け、次世代兵器として完成させようと画策する。
腹黒く計算高い性格と自分では考えていたが、誠志郎に「言葉にオリジナリティがない」と罵られ、あっさりと馬脚をあらわした。直後に錯乱したウツロに殺される。
ウィル・ウォルターズ
声 - 高塚正也
空木の大学時代の先輩。優秀な人物だが、教授に自分の論文を盗用され、抗議するも逆に大学に追われ消息不明になっていた。ダイスの研究員として働いていたところでJ.B.に騙され、十夜達と園宗寺を罠に陥れるのに協力する。
ヘルマン・アインハルト
カスミの父で、イデア理論を提唱した物理学者。ドイツ人。ゲーム本編では登場せず。ダイスの幹部と対立した末に殺されてしまう。

## オーギュメント
オーギュメント（Augment）とは、核となるセンター・オーパスに、選択的に装着された8個のオーパスの、計9個のオーパスを配列したコア・ブレイン（Core Brain）と呼ばれる制御基盤を取り付けた特殊装置。複数のオーパスを組み合わせることにより、単体よりも遥かに大きな影響を与えられるため、「増大させるもの」という意味でこの名称がついた。単純に個々のオーパスの機能を増大させるだけでなく、SC空間を展開したり、センター・オーパスとその周囲に装着されたオーパスの組み合わせによって、それぞれに書き込まれているデータを一時的に結合させ、さらに異なった認識（カレイドフェノム）を発生させることができる。なお、起動時には必ず使用者の認証を行い、最初に使用する場合にはコア・ブレインに使用者のイデア情報パターンを登録しなければならず、以後の使用者はイデア情報パターンの登録者に限定される。なお、センター・オーパスは特に強力なイデアを持っているだけでなく、コア・ブレインにまで影響を及ぼし、オーギュメント自体の性能を決定付ける要素ともなっている。そのため、オーギュメントは基本的にセンター・オーパスの名称で呼ばれる。
オーパス配列やオーパス吸収の際に音声ガイド（声 - 大本眞基子）を行う。
なお、設定はフィクションであり、史実とは異なる部分もある。
セイクリッド・デス Sacred Death
（センター・オーパス：黒）
使用者：雲野 十夜
大鎌型のオーギュメント。ソースとなったのは、14世紀後期のイングランドで起こった反乱の指導者ジョン・ボールが、武器として使用したとされる大鎌。結局反乱は失敗に終わり彼は処刑されたが、圧政や権力者に抗う者の象徴としてその後も民衆の間で密かに伝えられ、正しい目的を持ち、力を必要とする者の前に必ず現れるといわれている。謎の老人によりアインハルト親娘の所に持ち込まれた。
性能は攻撃力と耐久力が高めだが、機動力が低い。
ヘヴンズ・キー Heaven's Key
（センター・オーパス：白）
使用者：空木 理子
錫杖型のオーギュメント。ソースとなったのは、イエス・キリストが十二使徒の一人であるペテロを自分の代理として初代教皇に定めたときに手渡したと言われる錫杖。先端部に大きく翼を広げた天使が装飾されていることから、天使が姿を変えた杖と信じられている。後に、ローマ皇帝ネロに奪われ所在が不明となっていたが、近年ポンペイにて発見され、現在はバチカンに保管されている。
性能は機動力と魔力に優れ、他の能力は平均的。得意系統は回復系だが、攻撃も可能。
バルバロス Barbaross
（センター・オーパス：青）
使用者：柊 誠志郎
航海用具型のオーギュメント。ソースとなったのは、16世紀にヨーロッパを荒らしまわった海賊、バルバロス兄弟が使用していたという航海用具。これを使用することによって彼等は幾度となく難を逃れ、やがては無敵の海賊と呼ばれるようになった。その後、名だたる海賊の手に渡ったが、現在はアメリカ海軍が所有している。
性能は防御力が高いが、他の能力はやや低め。得意系統は攻撃・補助系で、回復系は苦手。また、鎖を使ってダウジングを行う事が出来る。
パペット・クロウ Puppet Claw
（センター・オーパス：白）
使用者：霧生 忍
鉤爪型のオーギュメント。ソースとなったのは、20世紀初頭、コロラド州の鍛冶屋、ハンク・リチャーズが制作した鉤爪状の武器。彼はこれを自分の手に装着し、己の家族を含めた13人もの人々を惨殺し、現地の警官に射殺された。ハンクの死後、この武器は地元警察に保管されたが、何度も盗難に遭っては殺人に使用されたため、後にFBIの保管庫で厳重に管理されるようになった。
性能は攻撃力が高め。意外と補助・妨害系とも相性がいい。
テン・コマンドメンツ Ten Commandments
（センター・オーパス：緑）
使用者：ビショップ
本型のオーギュメント。ソースとなったのは、活版印刷術を発明したグーテンベルクが最初に印刷したという「モーゼの十戒」。石版を正確に書き取った羊皮紙の写しが元になっているといわれ、そのために本物の石版同様に強力な力を持つと伝えられている。10部ほど印刷されたものの、教会によりすべて焼却処分になったと記録されている。
性能は機動力が低めだが、高い移動力がそれを補っている。他の能力は平均的。得意系統は回復系。
ルーイナス・シールド Ruinous Shield
（センター・オーパス：黄）
使用者：ジョーカー
盾型のオーギュメント。ソースとなったのは、20世紀初頭に活躍した女流舞踏家、イサドラ・ダンカンが所有していたといわれる盾。彼女は独創的なダンスによって、舞踏界に革命を起こした人物だった。後年彼女はこの盾を持って踊っている時に転倒、頚骨を折り死亡してしまう。それ以降、盾には彼女の魂が宿ったといわれ、使用者に不思議な舞踏を伝えるといわれている。
能力は全体的に平均的でバランスがいい。攻撃より補助に適している。
ロッティン・バウンド Rotten Bound
（センター・オーパス：黒）
使用者：ウツロ
拘束具型のオーギュメント。ソースとなったのは、イングランド女王エリザベス1世が、19年もの間メアリ・スチュアートを幽閉した際に、腕にくさびを打ち込んで作った拘束具。処刑のため表に出されたとき、メアリの腕は腐り落ちる寸前であった。くさびはその後も同じ牢で使われたが、拘束した人間の体を短期間で腐らせるようになったという。
性能は機動力が低いが、障害を持つ攻撃系を得意とする。
インディペンデンス Independence
（センター・オーパス：黄）
使用者：壬生 洋平
ボウガン型のオーギュメント。ソースとなったのは、13世紀末から14世紀初頭にかけてイングランドの圧政に抵抗したスコットランドの英雄、ウィリアム・ウォレスが用いていたといわれるボウガン。このボウガンは独立の象徴とされ、オランダ独立戦争や、アメリカの対英独立戦争、さらにはインド独立戦争などで、名だたる指導者達の手を渡り歩いたとされている。
性能は全体的にやや低めで、特に魔力が低い。同系統のルーイナス・シールド同様、補助に適している。
ラ・ピュセル La Pucelle
（センター・オーパス：赤）
使用者：佐伯 柚流
槍型のオーギュメント。ソースとなったのは、ジャンヌ・ダルクを処刑するため、使用されるはずであった槍。しかし、いざ彼女を貫こうとした瞬間、槍は自ら折れ曲がってしまった。結局、ジャンヌは槍では貫かれず、火刑に処されることになったが、神の加護で苦しみを感じることはなかった。後に殺人鬼ジルを処刑する時にも同様の現象が起きたが、神の加護を持たないジルは地獄の苦しみを味わったといわれる。ちなみに、「La Pucelle」とは「乙女」、「メイド」という意味がある。
性能は攻撃力が突出している。
ジ・オーディナンス The Ordinance
（センター・オーパス：青）
使用者：園宗寺 要
銃型のオーギュメント。ソースとなったのは、ビリー・ザ・キッドを越える38人を撃ち殺した西部最強のガンマン、バット・マスターソンが愛用していた銃。保安官だった彼は、法律に縛られることなく自分の正義を貫き、訪れた町に平和をもたらした。そのため住民からも慕われ、彼の持つ銃は、文字通り法と平和をもたらす象徴とされた。
性能は機動力が低いが、攻撃系に優れている。
クィーン・デッド Queen Dead
（センター・オーパス：赤）
使用者：J.B.
剣型のオーギュメント。ソースとなったのは、1793年にフランス国王ルイ16世の王妃、マリー・アントワネットが処刑される時に使用されたギロチンの刃。フランス革命後、ギロチンの刃は、街の鍛冶屋に引き取られ、複数の刀剣に加工された。これらの刀剣は、ルーブル美術館所有の「アントワネット」と呼ばれる有名な小型ナイフ以外、ほとんどが行方不明になっている。
性能は攻撃力が突出して高く、機動力も高い。
ジーザス・シュラウド Jesus Shroud
（センター・オーパス：緑）
使用者：名城 瞳
ショール型のオーギュメント。ソースとなったのは、イエス・キリストの遺骸を包んだと伝えられる「聖骸布」と呼ばれる布。一般的にはイタリアのトリノ大聖堂にあるものが有名だが、それは偽者であり、本物はバチカンのサンピエトロ大聖堂地下の宝物庫に眠っている。教皇庁の限られたごく少数の人間しか目にすることはできない。ダイスがイデア情報を取得する際には、空木のオーギュメントのソースであるヘヴンズ・キーを寄贈する代わりに教皇庁から借り出した。
性能は攻撃力が低めだが、機動力が高く、他の能力は優秀。どの系統でも高い性能を誇る。

## 用語
イデア理論 ※プラトンのそれとは別物
この世界の全ての存在（生物/物質/事象etc.）は自己の固定情報（イデア）を持つことによってその存在が確立されているという理論。世界に存在しているものはそのイデア情報を周りに対して発信し、さらに周りのものがそのイデアを受信して認識する事により、存在を確定させているというもの。この発信・受信されるイデア情報の波動を確定波と呼ぶ。また、本来の情報（これはAである）と異なる認識（これはAではない）が大量に返されてしまった場合には、存在の在り方が揺らぎ、次第に変質してしまう。これの応用として、元々は普通の物体であった物が「歴史上の有名人が使っていた」などのいろいろな噂が付加されることで変質し、実際に超常現象を起こすようになる、といったことも起こる。
オーパス
物体が持っているイデアの情報パターンを複製してデータ化し、人工頭脳に登録させた一種のコンピュータ。結晶の形態になっている。対象物のイデアから受けた確定波に対し、元々書き込まれているデータを参照してわざと誤った認識を発生させ、その認識を大量に返すことで、対象物のイデア情報に変化を与えることができる。イデア情報を取り込むための大本（ソース）は、他の物体に超常現象的な認識変化を与える目的で作られるために強力なイデアを持つものが必要とされ、歴史的に重要な役割をしたモノやオーパーツなどをその素材にしていることが多い。「オーパス」とは作品と言う意味で、作品番号を示す際に用いられる音楽用語。イデア情報パターンの種類によって、オーパスは6色に分けられており、オーギュメントのセンター・オーパスを含めて各色35種ずつ、合計210種のオーパスが登場する。
カレイドフェノム
SC空間内においてオーギュメントによって引き起こされる効果（現象）。オーパスの配列によって様々に変化することから、カレイドスコープ（万華鏡）とフェノメナ（現象）を組み合わせてこう呼ばれるようになった。
ディゾナント
オーギュメント開発過程での副産物で、生成専用のコア・ブレインによって生み出された疑似生物。失敗作呼ばわりされてもいるが、単純な命令ならこなせる自律兵器。SC空間を展開でき、その中でも自らの存在をコア・ブレインのオーパスによって確定できるので、反抗勢力たるオーギュメントの使用者（十夜たち）を追い詰めるために、ダイスによって大量生産され、関東一円に配置された。
SC空間（Schrödinger Cat Field）
オーギュメントやディゾナントが発動できる一種の結界。現実としての枠組みが歪んだ異空間。オーギュメントやディゾナントの装置側から、一定の空間内のモノすべてに本来とは異なった（誤った）認識を返し、一定空間内のイデアの確定波全てに変調を起こさせ、その空間外のイデアに異なった認識を一度に多く要求させる。しかし、世界は確定波のやり取りで成立しているため、局地的に生じた瞬間的な大量の認識変換を受け入れられず、大量の変換が生じた部分の確定波のやり取りをカットしてしまい、結果としてその空間は世界の認識から切り離されてしまう。この切り離された空間がSC空間である。世界の認識を受け付けないため、SC空間は外から見る事はもちろん、その存在を知る事すら出来ない。普通の人間は巻き込まれるとSC空間を認識することが出来ないために空間内での存在が曖昧な状態になってしまい、全ての感覚が遮断されてしまう。SC空間内部は、その形成の過程から物体の存在確定力が曖昧になっており、オーギュメントによって増幅・放出された認識が受け入れられやすいため、その認識がカレイドフェノムと呼ばれる様々な超常現象となる。オーギュメントの使用者は、自らのイデアをコア・ブレインにリンクしてイデアを共有させることによって、SC空間を認識する事が出来る。
DICE（ダイス）
表向きは巨大な多国籍企業だが、裏では兵器の開発や流通を担う死の商人。オーギュメントの開発に携わっている。本編での一連の事件は日本支部の幹部の手により行われている。

## 主題歌
「Teens」
作詞・作曲：志倉千代丸 / 編曲：吉原かつみ / 歌：坂本真綾

## 関連作品

### 書籍

#### 攻略本
主婦の友社より発売。
- 電撃攻略王『デバイスレイン公式攻略ガイド&ファンブック』 ISBN 978-4073113102

### CD
サイトロンより発売。
- デバイスレイン サウンドトラック PCCB-00363
- デバイスレイン ドラマCD　PCCB-00366 ポニーキャニオン

### カード関連
ブロッコリーより発売。
- ハイブリッドカードコレクション デバイスレイン